# Рененутет
| D21 · N35 · W24 | G43 | X1 · X1 |

| D21 · N35 · W24 | G43 | X1 · X1 |

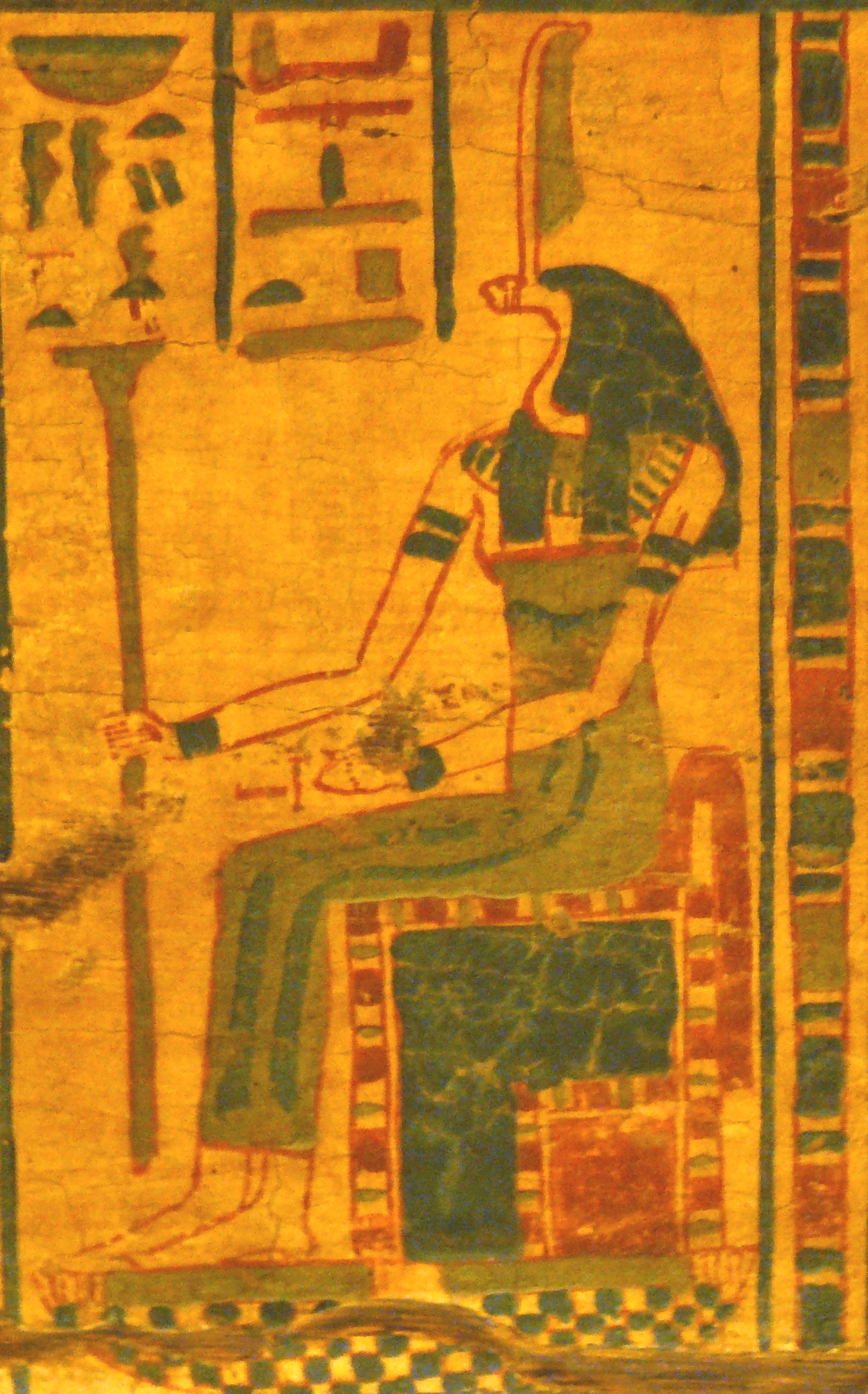
Рененутет

Рененутет, Рененут — (єгипет. Rnnt, rnnwtt) (зазвичай вимовляється як Ернутет і Рененет) в єгипетській релігії богиня родючості, охоронниця всього зібраного врожаю, мати бога зерна Непрі. (Іноді їх обох ототожнювали з Ісідою і Гором). Грецьке найменування: Термутіс або Фермутіс (Thermoutis — «Спекотна»). Ця богиня по праву вважається однією з найдревніших і найшанованіших, незалежно від епохи і правлячих династій. Головним завданням цієї богині, без сумніву, можна вважати допомогу в зборі та зберіганні врожаю (Рененутет робить це в обличчі змії — священної істоти для єгиптян). Рененутет дарує достаток, удачу, багатство, щастя, допомагає при пологах. Згодом вона, як і бог урожаю винограду Шаї, стала шануватися як богиня долі. Рененутет, часто разом з Шаї, згадувалася в добрих побажаннях, напрямках: «так буде жити з тобою здоров'я, при тобі Шаї, Рененутет в руці твоїй»; «Так буде жити Рененутет на шляху твоєму».

## Родовід
Крім того, що Рененутет є матір'ю бога зерна Непра, іноді вона, як богиня родючості, зображується як та, що має чоловіка — Себека, який представляється як річка Ніл, щорічні повені якого забезпечують родючість мулу, що, в свою чергу, забезпечує рясні врожаї. Однак, найчастіше, Рененутет зображували як мати Нехебкау, обожнювання однієї з важливих частин душі — замикання Ка і Ба, який так само, як і Рененутет, іноді був представлений у вигляді змії. Коли Рененутет розглядається як мати Нехебкау, то їй приписують чоловіка Геба, який представляє Землю, тобто він земля, з якої, по всій видимості, виникають змії.

## Зіставлення
Пізніше, коли богині-змії поклонялися по всьому Нижньому Єгипту, Рененутет все частіше плутають з Ваджет, потужним захисником Нижнього Єгипту, іншою богинею-змією, яка зображувалася у вигляді кобри. Зрештою Рененутет ототожнювалася як альтернативна форма Ваджет, чий пильний погляд, як говорили, вбиває ворогів. Ваджет є коброю на короні фараонів. Так само зустрічаються зіставлення Рененутет з Ісідою.

## Зображення

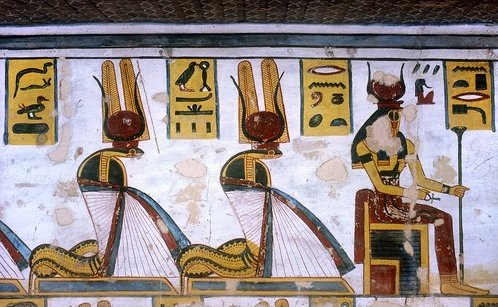
Непрет, Рененутет і Ху у вигляді священних кобр

Рененутет часто зображувалася у вигляді змії або змієголови жінки, що вигодовує своїм молоком немовля — фараона, що символізувало новий врожай. Також зображувалася в образі кобри, що охороняє купи зерна свіжого обмолота. Пшениця є основною їжею стародавніх єгиптян, тому захист зерна пшениці від гризунів був життєво важливим питанням.

## Походження імені
В єгипетській міфології Рененутет була антропоморфним обожнюванням акту отримання справжнього імені, вида душі, під час пологів. Її ім'я просто позначає (та, хто) дає Рен, під Рен мається на увазі справжнє ім'я (єгипетськ. Rn («рен») — ім'я). Більш того, йшлося, про те, що новонароджені брали Рененутет до себе на плечі з їх першого дня, і вона згадувалася як (та, хто) захищає, і Леді (Богиня) шатів (одягу в якому народжувалися). Спочатку її культ був основоположним у Теренутісі.
Ім'я Рененутет так само може бути витлумачено альтернативним способом, як Ренен-утет, а не рен-нутет, у зв'язку з чим сенс змінюється на більш езотеричний — годуюча змія. Як годуюча змія Ренетутет зображувалася, зокрема в образотворчому мистецтві, як кобра, або жінка з головою кобри. Змії — це тварини без статевого диморфізму і розглядаються у Стародавніх єгиптян виключно як жіночі особи, тому була тільки богиня. Цей другий сенс поняття був покладений в основу розгляду її як джерела живлення, як богині врожаю; її називали Богинею (Леді) житниць, і Богинею (Леді) родючих полів. Важливість врожаю мотивувала людей приносити великі жертви Рененутет в період збору врожаю, надалі це призвело до шанування її як богині багатства й удачі.
Епітети Рененутет — «володарка родючості», «правителька засіків».
| r | n · n | t | I15 |

r n n t

Варіант назви
| r | n · n | w | t | t | I15 |

r n n w t t 

## Центри культу
Свято Рененутет, під час якого фараон приносив їй подячну жертву, відзначалося в день закінчення жнив. Рененутет одна з небагатьох богинь, що мала свій власний день поклоніння — день збору врожаю.
У місцевості, де поклонялися богині-змії Рененутет, назване на честь неї місто Теренутіс (Ком-Абу-Білль), розташоване на місці єгипетського і греко-римського міста на краю пустелі біля міста Таррана, назва якого походить від грецького «Теренутіс». У Мединет-Маді, розташованому в 30 км на північний захід від Медінет ель-Файюма на місці грецького міста Нармутіс, знаходиться невеликий добре збережений храм, присвячений Себеку, Хору і богині-кобрі Рененутет. Він був виявлений в 1936 італійським археологом Вольяно. Споруджений царями XII династії Аменемхетом III і Аменемхетом IV, храм пізніше добудовувався Сеті II, Рамсесом III і Осорконом. Основна частина храму складається з трьох паралельно розташованих вівтарів, перед якими знаходилося приміщення із загальним столом для приношень. У греко-римський період храм був розширений. До храму епохи Середнього царства була підведена дорога для урочистих процесій, ширина якої явно перевершувала потреби невеликого святилища. Ззаду до храму прибудували невеличку каплицю з входом з північного боку. Стіни храму покриті текстами і зображеннями. Найважливіший грецький напис про будівництво храму зараз знаходиться в Олександрійському музеї.